# Lijst van afleveringen van MythBusters (seizoen 5)
Dit is een lijst van de verschillende mythes en broodjeaapverhalen uitgetest in het vijfde seizoen van de televisieserie Mythbusters. Mythes kunnen drie uitkomsten hebben: Busted (de bewering klopt niet), Plausible (de bewering is mogelijk juist), of Confirmed (de bewering werd bevestigd).

## Aflevering 70 — "Hindenburg Mystery"

### Hindenburg Mystery
| Mythe | Status | Notities |
| --- | ------ | --- |
| De Hindenburg werd niet vernietigd door de waterstof waarmee hij was gevuld, maar door de uiterst brandbare substantie waarmee hij was geverfd. | Busted | De MythBusters slaagden erin om met de ingrediënten van de verf die op de Hindenburg zat het uiterst brandbare thermiet te maken. Maar bij alle testen brandde dit te langzaam om overeen te komen met wat te zien was op beelden van de brandende zeppelin. |

### Crocodile Zig Zags
| Mythe                                                       | Status | Notities |
| ----------------------------------------------------------- | ------ | --- |
| Je kunt van een krokodil ontsnappen door in zigzag te lopen | Busted | Er werden diverse methodes gebruikt om zowel krokodillen als alligators ertoe te brengen hen te achtervolgen. Vaak reageerden de dieren niet. Er werd geconcludeerd dat alligators en krokodillen hun prooi vanuit een hinderlaag proberen te vangen, en dus niet over land zullen volgen. De beste manier om een krokodil of een alligator te vermijden, is uit de buurt ervan blijven. |

## Aflevering 72 — "Underwater Car"

### Underwater Car
Volgens de American Automobile Association raken jaarlijks gemiddeld 11 000 auto’s te water. De MythBusters onderwierpen enkele ontsnappingsmethoden aan de test.
| Mythe | Status    | Notities |
| --- | --------- | --- |
| Als een auto te water raakt en zinkt, kan je het portier pas openen wanneer de auto geheel volgelopen is met water. | Confirmed | Het verschil in druk buiten en binnen de auto is te groot om met enkel spierkracht te overwinnen. Deze druk moet eerst in evenwicht komen, en dat gebeurt pas als de auto geheel gevuld is met water. Het advies van de MythBusters is dan ook om gewoon kalm te blijven en je adem in te houden tot de auto geheel gevuld is. |

Je kan ontsnappen uit een te water geraakte auto…
| Mythe                                                                    | Status    | Notities |
| ------------------------------------------------------------------------ | --------- | --- |
| …onmiddellijk nadat de auto te water raakt.                              | Confirmed | Als de auto nog niet is gezonken, is de waterdruk nog niet groot genoeg om de deur dicht te houden. Adam ontsnapte met gemak. |
| …Zodra het water in de auto tot aan je middel komt..                     | Confirmed | Adam slaagde erin te ontsnappen, maar het scheelde niet veel.                                                                 |
| …zodra de auto al deels gezonken is, en het water tot aan de ramen komt. | Busted    | Op dit punt was de druk al te groot om de deur nog te openen.                                                                 |

Hoewel het breken van een raam het vollopen van de auto versneld, is het wel een methode om snel te ontsnappen. Je kan een raam in een gezonken auto openen door…
| Mythe                                                | Status    | Notities |
| ---------------------------------------------------- | --------- | --- |
| …het raam gewoon open te draaien                     | Busted    | De druk van het glas tegen het frame van de auto is te groot om het raam gewoon te openen via het draaimechanisme.                                       |
| …de ramen elektrisch te openen.                      | Busted    | Hoewel elektrische raamopening sterker is dan handmatige, kan ook dit de druk niet overtreffen.                                                          |
| …het raam te breken met een sleutelbos.              | Busted    | Glas van autoruiten is bestand tegen inslagen van stompe voorwerpen. Sleutels hebben geen effect.                                                        |
| …het raam te breken met een mobiele telefoon.        | Busted    | Net zo inefficiënt als de sleutels. |
| …het raam te breken met schoenen met stalen neuzen.  | Busted    | Ook geen effect. |
| …Het raam te breken met een daarvoor gemaakte hamer. | Confirmed | De hamers die gemaakt worden voor het breken van autoruiten hebben een puntige kant die het glas kan verbrijzelen. Al bij de eerste poging brak de ruit. |
| …het raam te breken met een centerpons.              | Confirmed | De punt van de slag werkt net zoals de hamer. Het raam brak bij de eerste poging.                                                                        |

### Seven Folds
| Mythe                                                                                            | Status | Notities |
| ------------------------------------------------------------------------------------------------ | ------ | --- |
| Een stuk papier kan, ongeacht het formaat, nooit meer dan zeven keer doormidden worden gevouwen. | Busted | Bij normaal papier is het inderdaad onmogelijk. Het papier wordt door het vouwen te dik voor nog een achtste vouw. Echter, toen de MythBusters een stuk dun papier ter grootte van een footballveld gebruiken, konden ze het 11 keer vouwen. |

## Aflevering 73 — "Speed Cameras"

### Speed Cameras
De MythBusters onderzochten de mogelijkheden van een snelheidscamera. Een snelheidscamera…
| Mythe                                                            | Status    | Notities |
| ---------------------------------------------------------------- | --------- | --- |
| …kan niet door een gekristalliseerde plaatbedekking heen filmen. | Busted    | De kristallen in de bedekking reflecteerden het licht niet genoeg om de camera nutteloos te maken. Ook rees de vraag of zo’n voorwerp wel legaal is. |
| …kan niet door een doorzichtige lensdop filmen.                  | Busted    | Zelfde verhaal als de gekristalliseerde bedekking.                                                                                                   |
| …kan niet door plastic folie heen filmen.                        | Busted    | De folie had geen effect |
| …kan niet door haarspray filmen.                                 | Busted    | Eveneens ineffectief |
| …kan niet door een commerciële spray heen filmen.                | Busted    | Eveneens ineffectief |
| ...kan een auto niet fotograferen als deze hard genoeg gaat.     | Busted    | Noch een normale auto, nog een raceauto waren snel genoeg om de camera te snel af te zijn.                                                           |
| ...kan een foto van een voorbijvliegende vogel maken.            | Confirmed | Een valk die met een snelheid van 40 mijl per uur langsvloog werd gefotografeerd.                                                                    |

De niet officiële (Jamie Hyneman) test...
| Mythe                                                                               | Status                 | Notities |
| ----------------------------------------------------------------------------------- | ---------------------- | --- |
| Je kan een boete voorkomen door in het voorbijrijden je nummerplaat te verwisselen. | Confirmed (unofficial) | Door de nummerplaat zo aan te passen dat hij omdraaide net voordat de camera fotografeerde, leverde de foto een niet accuraat beeld van de echte nummerplaat op. |

### Exploding Nitro Patches
| Mythe | Status | Notities |
| --- | ------ | --- |
| Defibrillators kunnen medische nitroglycerine in speciale pleisters (gebruikt als hartmedicijn) doen ontploffen. | Busted | Via een zelfgemaakte defibrillator probeerde het Junior team nitroglycerine dat in de daarvoor gemaakte zakjes zat te doen ontploffen. Dit mislukte. Zelfs pure nitroglycerine ontplofte niet. |

## Aflevering 74 — "Dog Myths"

### Old Dogs, New Tricks
Volgens het oude gezegde probeerden Jamie en Adam een oude hond een nieuwe truc te leren.
| Mythe                                               | Status | Notities |
| --------------------------------------------------- | ------ | --- |
| Je kan een oude hond geen nieuw trucjes meer leren. | Busted | Met de hulp van een professionele hondentrainer waren Adam en Jamie in staat een oude hond te leren zitten, blijven en liggen op commando. |

### Beat the Guard Dog
De Junior MythBusters probeerden langs een waakhond te komen. Dit kan door...
| Mythe                                                                                              | Status    | Notities |
| -------------------------------------------------------------------------------------------------- | --------- | --- |
| ...de hond af te leiden met een biefstuk.                                                          | Plausible | De hond werd lang genoeg afgeleid voor een indringer om zijn/haar doel te bereiken. Maar zodra de hond de steak ophad, viel hij de indringer alsnog aan. |
| ...je onopvallend te gedragen.                                                                     | Busted    | De indringer kroop op handen en knieën, maar de hond viel zonder te aarzelen aan. |
| ...je agressief op te stellen                                                                      | Busted    | De indringer schreeuwde en zwaaide met zijn armen, maar de hond liet zich niet afschrikken en viel meteen aan. |
| ...de geur van een zogende vrouwtjeshond te gebruiken                                              | Busted    | De geur werd geheel over de indringer gespoten, maar de hond viel toch aan. |
| ...de geur van wolvenurine te gebruiken                                                            | Plausible | Eerst viel de hond niet aan maar rook in plaats daarvan aan de indringer. Maar voordat de indringer bij zijn doel was viel de hond toch aan. Grant kwam met de theorie dat als iemand zichzelf geheel met de geur zou inspuiten, hij/zij wel veilig zou zijn. |
| ...gebruik te maken van de urine van een loopse vrouwelijke hond                                   | Confirmed | De geur werd op een stuk kleding aangebracht en over de grond gesleurd vlak bij de omheining. De hond volgde de geur en daarmee het kledingstuk, terwijl de indringer naar binnen sloop, zijn doel bereikte en ook veilig terug wist te lopen.                |
| Grant Imahara: ...door een mechanische, op afstand bestuurbare, katpop als afleiding te gebruiken. | Busted    | Hoewel de hond wel even afgeleid was, richtte hij zijn aandacht toch op de indringer. |
| Tory Belleci: ...door in een ton met wielen naar je doel te kruipen.                               | Busted    | De hond ontdekte hoe hij het wiel kon pakken en de ton kon doen omvallen zodat hij bij Tory kon. Het experiment werd gestaakt voordat er gewonden vielen. |
| Kari Byron: ...door een enorme tredmolen/bal bedekt met plastic folie te gebruiken.                | Plausible | Kari was in staat naar haar doel te rollen en terug. Ze kon de tredmolen echter niet verlaten zonder het risico te lopen dat de hond haar aanviel. |

Hoewel sommige methodes enigszins leken te werken kunnen waakhonden worden getraind om bepaalde afleidingen te negeren.

### Fool the Bloodhound
De MythBusters wilden weten wat ervoor nodig was om een bloedhond af te schudden.
Je kan een bloedhond afschudden door...
| Mythe                                                                                            | Status    | Notities. |
| ------------------------------------------------------------------------------------------------ | --------- | --- |
| ...zigzaggend te lopen en soms een stukje terug te gaan.                                         | Busted    | De hond ontdekte Adams geur weer binnen enkele minuten. |
| ...door water te rennen                                                                          | Busted    | Water kan juist een extra hulpmiddel zijn. De hond vond Adam. |
| …de vloer met peper te bestrooien.                                                               | Busted    | De hond ging even het met peper bestrooide gebied in, maar kwam toch uit bij Adam. |
| ...je oude kleren te wassen en nieuwe aan te trekken.                                            | Busted    | De hond vond Adam, maar pas na eerst even te zijn afgeleid door de geconcentreerde geur op de plaats waar de kleren waren gereinigd. |
| …jezelf met eau de cologne/koffie te bedekken.                                                   | Busted    | De eau de cologne had geen effect |
| …een doolhof te maken met daarin een groot aantal geuren (gelijk aan kleine steegjes in steden). | Plausible | Morgan de bloedhond was ditmaal verward door de andere geuren. Zijn trainer moest hem terugbrengen naar de startpositie en het nogmaals proberen. De hond vond Adam pas na 90 minuten. Er zijn echter bloedhonden die getraind zijn om te werken in een dichtbevolkte buurt of stedelijke omgeving. Die zullen minder moeite hebben met de andere geuren. |

## Aflevering 75 — "Myths Revisited"
Dit is de zesde aflevering waarin mythes opnieuw werden getest.

### The Mad Trombonist
| Mythe | Status    | Notities |
| --- | --------- | --- |
| Een trombonist had ooit een rotje in zijn trombone gestopt. Tijdens het spelen van de laatste toon van de 1812 Overture, gebruikte hij dit rotje voor wat extra lawaai. De explosie lanceerde zowel de sordino als de schuif van de trombone. De schuif raakte de dirigent, en sloeg hem achterover het publiek in. Ook spleet de trombone open. (uit The Mad Trombonist, Seizoen 1, Aflevering 11). | Re-Busted | In tegenstelling tot vorige keer plaatsten de MythBusters dit keer ook namaaklippen op de trombone zodat deze bij het mondstuk was afgesloten. Maar desondanks werd het effect van de mythe niet bereikt. |

### Sniper Scope
| Mythe | Status    | Notities |
| --- | --------- | --- |
| Een sluipschutter kan een andere sluipschutter doden door recht door het vizier van de ander zijn geweer te schieten. (Uit Firearms Folklore, Seizoen 4, Aflevering 67). | Plausible | Door gebruik te maken van een Mosin-Nagant PU vizier (die minder glas heeft) en een .30-06 kogel was Jamie in staat het vizier te doorboren en de pop erachter te raken. Schoten met standaard munitie waren minder succesvol. |

### Finger in a Barrel
| Mythe | Status    | Notities |
| --- | --------- | --- |
| Als je je vinger in de loop van een jachtgeweer steekt, schiet het geweer achteruit en ontploft, waardoor de schutter en niet het slachtoffer omkomt. (uit Finger in a Barrel, Seizoen 3, Aflevering 42). | Re-Busted | Voor de hertest werd van een 19e-eeuws dubbelloops jachtgeweer gebruikgemaakt via het Damascus welding proces. De ballistische vinger werkte niet. Een stalen vinger had wel effect, maar enkel dat de loop van het geweer eraf schoot.                                           |
| Spinoff Mythe: Een .30-06 geweer dat wordt afgevuurd terwijl de boresighter (laservizier) nog in de loop zit zal ontploffen waardoor de loop geheel opensplijt.                                           | Plausible | Het Junior team gebruikte een gloednieuw geweer. De loop spleet enkele centimeters toen hij werd afgevuurd met het laservizier nog in de loop. Bij een ouder geweer zou de loop waarschijnlijk nog verder zijn gespleten aangezien de loop langzaam slijt door het vele schieten. |

### Hammer vs. Hammer
| Mythe | Status    | Notities |
| --- | --------- | --- |
| Als twee hamers elkaars raken, zal ten minste een van hen compleet versplinteren met dodelijke kracht (uit Hammer vs. Hammer, Seizoen 4, Aflevering 67). | Re-Busted | Eerst verhitte het junior team twee hamers en sloeg ze toen pas tegen elkaar. De hamers knapten gewoon af bij het handvat. Ook werden oudere stalen hamers (nog van voor de Tweede Wereldoorlog) getest. Ook deze braken bij het handvat en versplinterden niet. |
| Als een hamer hard op een aambeeld wordt geslagen zal hij versplinteren met dodelijke kracht.                                                            | Re-Busted | Voor de hertest gebruikte het team een aambeeld van staal en een constructie die de hamer tegen de top van het aambeeld zou laten slaan. De oude ijzeren hamer liep wel wat scheurtjes op, maar verbrijzelde niet.                                               |

## Aflevering 76 — "Voice Flame Extinguisher"

### Voice Flame Extinguisher
| Mythe                                                    | Status    | Notities |
| -------------------------------------------------------- | --------- | --- |
| Een niet versterkte menselijke stem kan een brand doven. | Busted    | De MythBusters gebruikten zowel een zogenaamde "gevoelige vlam" als een gewone kaars voor de mythe. Een niet versterkte menselijke stem kreeg het niet voor elkaar. Met behulp van geluidsapparatuur kon Jamie wel de gevoelige vlam doven, en met dezelfde apparatuur slaagde een zanger van een lokale zangclub erin om de kaars te doven.                             |
| Geluid alleen kan een vuur doven.                        | Confirmed | Een zuivere versterkte geluidstoon was in staat om een groot vuur te doven. Dit komt doordat de geluidsgolven het vuur verstoren. Met een groot explosief slaagden de MythBusters er ook in vuur te doven. Deze explosie neemt alle zuurstof weg, zodat het vuur niet kan blijven branden. Deze techniek wordt regelmatig in praktijk toegepast om oliebranden te doven. |

### Hypnosis
| Mythe                                                            | Status    | Notities |
| ---------------------------------------------------------------- | --------- | --- |
| Met hypnose kan je iemand dingen laten doen tegen zijn/haar wil. | Busted    | Het eerste slachtoffer was Grant. Hij kreeg van de hypnotiseur twee opdrachten ingesproken, maar gehoorzaamde die niet. Daarna probeerden de MythBusters het bij een producer die sterk geloofde in hypnose, maar ook bij haar had het geen effect. |
| Hypnose kan iemand helpen bepaalde dingen beter te herinneren.   | Confirmed | Adam en Jamie huurden buiten weten van het Junior team twee acteurs in die vlak voor hun neus ruzie gingen maken. Vervolgens moesten Grant, Tori en Kari wat vragen beantwoorden over wat ze hadden gezien (vooral over specifieke details van de ruziemakers). Ze slaagden hier niet in. Maar na te zijn gehypnotiseerd konden ze zich zelfs de kleinste details herinneren en slaagden wel. |

## Aflevering 77 — "Birds in a Truck"

### Birds in a Truck
| Mythe                                                                         | Status | Notities |
| ----------------------------------------------------------------------------- | ------ | --- |
| Vogels die rondvliegen in een truck zorgen ervoor dat de truck lichter wordt. | Busted | Adam en Jamie bouwden een grote box, plaatsten die op een weegschaal, en stopten er gevangen duiven in. Ondanks dat de duiven vlogen werd de doos niet lichter. Daarna probeerden ze het met een modelhelikopter, maar die kreeg het ook niet voor elkaar. |

### Splitting a Boat
| Mythe | Status | Notities |
| --- | ------ | --- |
| Een boot die vaart met een snelheid van 25 mijl per uur kan in tweeën worden gesplitst door een boei of paaltje te raken. | Busted | Via testen met schaalmodellen ontdekten de junior MythBusters dat bij een frontale botsing de boot gewoon naar een zijkant werd geduwd met minimale schade. Door de boot op het laatste moment van richting te laten veranderen en zo de paal te raken werd een destructiever effect bereikt, maar nog altijd geen splitsing. Een test op groot formaat leverde ook niet het gewenste resultaat op, zelfs niet bij snelheden hoger dan die in de mythe. |

## Aflevering 78 — "Walking on Water"
De MythBusters testen enkele ninja mythes. Adam en Jamie testen of een ninja over water kon lopen, en het juniorteam of een ninja een samoeraizwaard met zijn blote handen kon stoppen. Bevat ook een gastoptreden van het Ask A Ninja team.

### Walking on Water
| Mythe                           | Status | Notities |
| ------------------------------- | ------ | --- |
| Ninja's kunnen over water lopen | Busted | Adam probeerde diverse schoenontwerpen waaronder Mizu gumo, die waren gemaakt om het oppervlak van iemand op het water te vergroten, en je te helpen drijven. Helaas slaagden de schoenen er niet in om Adam op zee te houden of maakten te veel lawaai. Jamie gebruikte toen maïszetmeel wat de dichtheid van het water dicht genoeg vergrootte voor Adam om zonder hulp overheen te lopen. Het is echter zeer onwaarschijnlijk dat ninja's zoveel maïsmeel bij zich hebben, dus werd de mythe doorgeprikt. |

### Catching an Arrow
| Mythe                         | Status | Notities |
| ----------------------------- | ------ | --- |
| Ninja's kunnen pijlen vangen. | Busted | Jamie vuurde enkele pijlen met een stompe punt (gemaakt van een tennisbal) af en Adam probeerde ze te vangen. Na vele pogingen lukte het uiteindelijk, maar deze pijlen bereikten maar een derde van de snelheid van een normale, scherpe, pijl. Om een volledige snelheidspijl te testen, bouwden Adam en Jamie een kunstmatige hand die met zowel menselijke als bovenmenselijke snelheid kon sluiten. De kunstmatige hand slaagde erin om de pijl in bovenmenselijke snelheid gemakkelijk te vangen, maar de menselijke snelheid was niet krachtig genoeg om de pijl op tijd te grijpen. |

### Catching a Sword
| Mythe                                                                 | Status | Notities |
| --------------------------------------------------------------------- | ------ | --- |
| Ninja's kunnen samoeraizwaarden vangen tussen de palmen van hun hand. | Busted | Om de mythe te testen maakten de Junior MythBusters een machine die een zwaard kon laten vallen richting een paar kunsthanden, die zouden proberen het te vangen. De handen waren niet snel genoeg, en liepen zware schade op. Een expert wees uit dat het efficiënter zou zijn om de zwaardslag te ontwijken of te blokkeren dan te proberen het zwaard te vangen. Hij toonde ook aan dat met behulp van Ninja Shuko Klimklauwen hij het zwaard wel kon vangen. |

## Aflevering 79 - Western Myths
Adam en Jamie testen enkele populaire western mythes, terwijl Kari, Tory en Grant airbags onderzoeken.

### Shooting a Hat
| Mythe | Status | Notities |
| --- | ------ | --- |
| Een cowboy kan een hoed van iemands hoofd schieten en het ding door de lucht laten vliegen, zonder de drager te verwonden. | Busted | De MythBusters gebruikten wapens uit de tijd van het wilde westen, cowboyhoeden en het hoofd van een pop. Adam en Jamie konden de hoed niet van het hoofd schieten, laat staan de hoed daarbij een stukje door de lucht laten vliegen. Een shotgun had wel effect, maar deze verwondde ook de drager. |

### Lockpick of Death
| Mythe | Status | Notities |
| --- | ------ | --- |
| Een dief die het slot van een auto wilde openpeuteren activeerde per ongeluk de airbag aan de zijkant, waardoor de loper met genoeg kracht werd gelanceerd om de schedel van de dief te doorboren. | Busted | De Junior MythBusters bouwden een robotarm om een persoon die het slot probeert te openen te simuleren. Vervolgens plaatsten ze een hoofd van ballistische gel over de arm om een menselijk hoofd te simuleren. Ze waren niet in staat de airbag te activeren. Vervolgens kwamen de MythBusters met het scenario dat de dief de auto wellicht schopte uit frustratie, en bouwden een robotbeen om dit te simuleren. Ook dit activeerde de airbag niet. Bovendien zit een airbag op een dusdanige manier dat hij niet in de richting van het slot en de loper opblaast. |

### Old Western Jailbreak
| Mythe                                                                                         | Status | Notities |
| --------------------------------------------------------------------------------------------- | ------ | --- |
| Een paard kan de tralies van een gevangenis lostrekken en zo een gevangene helpen ontsnappen. | Busted | Na wat onderzoek maakten Adam en Jamie een replica van een gevangeniscel uit het Wilde Westen. Vervolgens probeerden ze een paard de tralies los te laten trekken. Deze kreeg dat niet voor elkaar. Ook een gemotoriseerd voertuig slaagde er niet in. Daar zelfs een modern voertuig het niet voor elkaar kreeg, is het onwaarschijnlijk dat het een paard wel lukte. |
| Een gevangene kan worden bevrijd met een staaf dynamiet.                                      | Busted | De MythBusters probeerden de tralies op te blazen terwijl Buster in de cel zat. De explosie bracht niet veel schade aan, maar maakte de tralies los genoeg voor Adam om ze er handmatig uit te trekken. De explosie activeerde echter alle schokstikkers op Buster, wat aangeeft dat de explosie een mens fataal zou worden.                                           |

### Lone Ranger's Silver Bullets
| Mythe                                                                                           | Status | Notities |
| ----------------------------------------------------------------------------------------------- | ------ | --- |
| De zilveren kogels gebruikt door de Lone Ranger zijn effectiever dan de standaard loden kogels. | Busted | Deze mythe is te zien op Discovery's website, en was onderdeel van Adams eigen nieuwsgierigheid naar waarom de Lone Ranger zilveren kogels gebruikte. Bij een test bleek de loden kogel verder door te dringen in ballistische gel dan de zilveren kogel. Ook krimpt zilver als het afkoelt, wat zilveren kogels onpraktisch maakt om mee te schieten. |

## Aflevering 80 - Big Rig Myths

### Exploding Tire of Death
| Mythe                                                             | Status    | Notities |
| ----------------------------------------------------------------- | --------- | --- |
| Een band van een grote truck kan met dodelijke kracht ontploffen. | Confirmed | De MythBusters probeerden eerst of een band van een truck wel kan ontploffen. Ze bemachtigden een band, en stelden die bloot aan omstandigheden die een chauffeur ook op de weg tegen zou komen. Ze konden een band niet catastrofaal doen falen, maar slaagden er wel in hem op gewelddadige wijze te laten desintegreren. Het vliegende puin miste de pop die voor de test werd gebruikt, maar de MythBusters konden wel de snelheid van het puin meten. Daarna schoten ze een stuk puin met die snelheid af op een ballistische pop. Het puin onthoofdde de pop geheel. |

### Drafting For Money
| Mythe                                                                         | Status    | Notities |
| ----------------------------------------------------------------------------- | --------- | --- |
| Je kan brandstof besparen door vlak achter een grote truck te blijven rijden. | Confirmed | Om deze mythe te testen bemachtigde het team een grote truck, een auto en een apparaat om de brandstofefficiëntie van de auto te meten. Ze probeerden verschillende afstanden tussen de auto en de truck. Het Junior team ontdekte dat hoe dichter de auto op de truck zit, des te zuiniger hij rijdt. De efficiëntie nam toe tot 40%. Het is echter niet aan te raden te dicht achter een vrachtwagen te zitten, omdat de chauffeur je dan niet kan zien en je waarschijnlijk niet op tijd kan remmen als de truck plotseling remt. |

### Knight Rider Ramp
| Mythe | Status    | Notities |
| --- | --------- | --- |
| Een auto kan via een laadklep een rijdende grote truck binnenrijden zonder schade op te lopen, gelijk aan hoe KITT uit de serie Knight Rider geregeld de truck van de Foundation for Law and Government binnenreed. | Confirmed | De MythBusters deden eerst een test op kleine schaal met een speelgoedauto. Daarna deden ze een grote test met een Chevrolet Camaro, een auto die sterk leek op de Pontiac Trans Am die werd gebruikt in Knight Rider. De testen werden gedaan bij 30 en 55 mijl per uur. De test was een succes en de auto reed zonder al te veel problemen de truck binnen. |

### Cyclists Drafting a Big Rig
| Mythe                                                                                         | Status    | Notities |
| --------------------------------------------------------------------------------------------- | --------- | --- |
| Fietsers kunnen de zuiging achter een grote vrachtwagen gebruiken om extra snelheid te maken. | Plausible | Dit was te zien op de Discovery Channel website. Tory was de fietser. Bij een controlerondje zonder vrachtwagen of ander hulpmiddel bereikte hij 20 mijl per uur. Bij de test met de vrachtwagen kon Tory meeliften met de vrachtwagen en hoefde bijna niet te trappen. Dit maakte de mythe plausible. |

## Aflevering 81 - Grenades and Guts

### Self Hypnosis
De Junior Mythbusters onderwierpen zelfhypnose aan een test. Zelfhypnose kan
| Mythe                                    | Status | Notities |
| ---------------------------------------- | ------ | --- |
| ...zeeziekte genezen.                    | Busted | Grant, die snel zeeziek wordt, deed de zelfhypnosetest. Ter controle moest hij eerst zonder enige behandeling in een stoel die zeeziekte op kon wekken. Na de zelfhypnose duurde het twee keer zo lang als bij de controle voordat Grant echt ziek werd, maar hij genas niet volledig. |
| ...de kleur van iemands ogen veranderen. | Busted | Kari ging eerst naar een oogarts voor een controlefoto van haar oogkleur. Daarna onderging ze zelfhypnose en probeerde haar oogkleur te veranderen. Toen ze weer naar de oogarts ging, bleek haar kleur niet te zijn veranderd.                                                        |
| ...iemands angst voor bijen wegnemen.    | Busted | Omdat geen van de Junior MythBusters bang was voor bijen mocht Adam deze mythe testen. Ze maten Adams hartslag en fysieke stressniveau terwijl hij bij bijen in de buurt was. Zowel voor als na de hypnose vertoonde Adam dezelfde tekenen van spanning en angst.                      |

### Mentos and Diet Coke: Exploding Stomach
| Mythe                                                                                        | Status | Notities |
| -------------------------------------------------------------------------------------------- | ------ | --- |
| Als een persoon zowel mentos als cola kort na elkaar nuttigt, zal zijn/haar maag ontploffen. | Busted | Deze mythe was gebaseerd op een internetvideo waarin een man flauwviel na mentos en cola te hebben genuttigd. Het team gebruikte een varkensmaag voor de test. De maag hield echter stand tegen de grote koolstofdioxideproductie die ontstond door de mentos-cola combinatie. |

### Hand Grenade Hero
Deze mythe was gebaseerd op verschillende ideeën uit Hollywood over hoe een held zijn kameraden kan beschermen tegen een handgranaat. Hij zou dit kunnen door…
| Mythe                                                                                | Status    | Notities |
| ------------------------------------------------------------------------------------ | --------- | --- |
| ...de granaat met zijn eigen lichaam te bedekken.                                    | Confirmed | Bij de controletest lieten de MythBusters een granaat ontploffen zonder obstakels die hem zouden kunnen tegenhouden. Bij de echte test legden ze een pop van ballistische gel over de granaat. De pop zelf werd geheel vernietigd, maar de andere poppen die rondom de granaat stonden liepen vrijwel geen beschadigingen op. De held zou ongetwijfeld sterven door zijn daad, maar hij zou de mensen in zijn omgeving gered hebben. Zie ook het verhaal van Joe Mann |
| ...de granaat in een emmer water te gooien.                                          | Confirmed | De Mythbusters plaatsten de granaat in een emmer water in de hoop dat het water de granaatscherven genoeg zou afremmen om ongevaarlijk te worden. Er was wel de angst dat de emmer zelf tot vliegende splinters uiteen zou vallen. Na de test had slechts een van de poppen dodelijke schade opgelopen. |
| ...de granaat in een koelkast te gooien. Deze mythe kwam uit de televisieserie Monk. | Busted    | De Mythbusters plaatsten de koelkast midden in een groep poppen, met de handgranaat erin. De explosie scheurde de koelkast uiteen en veranderde hem in een extra grote granaat. De poppen werden onmiddellijk vernietigd. |

Minimythe (werd door Adam getest vlak voor de bovenstaande mythe)
| Mythe                                                      | Status | Notities |
| ---------------------------------------------------------- | ------ | --- |
| Je kan de pin van een granaat er met je tanden uittrekken. | Busted | Adam probeerde het, maar tevergeefs. Voor het uittrekken van een pin is minimaal 4 kilo aan trekkracht nodig, en zoveel kracht kan een mens niet zetten met zijn tanden. |

## Aflevering 85 - Red Flag to a Bull

### Hot Bullets
| Mythe                                                                                    | Status    | Notities |
| ---------------------------------------------------------------------------------------- | --------- | --- |
| Een ovendeur kan kogels tegenhouden                                                      | Busted    | De ovendeur kon geen kogels stoppen. Alleen tegen een .22 kaliber pistool bood de deur enigszins bescherming. |
| Kogels kunnen met dodelijke kracht ontploffen als ze in een hete oven worden opgeslagen. | Busted    | De Mythbusters plaatsten een .22 kaliber, .44 kaliber, en .50 kaliber kogel in een oven. Alle kogels ontploften als de oven heet genoeg was, maar niet met genoeg kracht om zelfs maar de ovendeur te doorboren.                           |
| Een pistool kan een kogel met dodelijke kracht afvuren als hij in een hete oven zit.     | Confirmed | De Mythbusters plaatsten een .38 kaliber revolver in een hete oven, met de loop naar de deur gericht. Toen de oven heet genoeg was, ging het pistool af en schoot de kogel door de deur met genoeg kracht om iemand dodelijk te verwonden. |
| Kogels die in een open vuur worden gegooid kunnen met dodelijke kracht ontploffen.       | Busted    | De MythBusters gooiden een doos vol kogels met van verschillend kaliber in het vuur, maar geen van de kogels ontplofte met dodelijke kracht.                                                                                               |
| Spuitbussen in een open vuur kunnen met dodelijke kracht ontploffen.                     | Busted    | Hoewel de meeste spuitbussen nogal sterk ontploffen, waren lichte brandwonden de ergste verwonding die iemand kan oplopen. |
| Een biervat kan met dodelijke kracht ontploffen in een open vuur.                        | Plausible | De metalen scherven van het vat zouden iemand dodelijk kunnen verwonden. |

### Red Flag to a Bull
| Mythe                                          | Status | Notities |
| ---------------------------------------------- | ------ | --- |
| De kleur rood kan een stier op hol doen slaan. | Busted | Het bouwteam toonde met drie nep matadors aan dat de stier eerder kwaad wordt door het zwaaien met de rode lap dan door de rode kleur zelf. De stier viel een rode, blauwe en witte vlag even hard aan. Bij een tweede test met meerdere kleuren viel de stier eerst de witte pop aan, en de rode het laatst. Toen Tory in een rood kostuum in de ring ging staan, deed de stier hem niets. |

### Bull in a China Shop
| Mythe                                                             | Status | Notities |
| ----------------------------------------------------------------- | ------ | --- |
| Een stier kan een winkel vol Chinees porselein geheel verwoesten. | Busted | Het Juniorteam plaatste rekken vol Chinees porselein in de ring en liet de stier los. De stier probeerde de rekken echter zo veel mogelijk te ontwijken, zelfs toen er meerdere stieren bij werden gezet. Slechts 1 rek werd per ongeluk omgestoten. |

## Aflevering 86 - Superhero Hour

### Grappling Hook
| Mythe                                                                             | Status    | Notities |
| --------------------------------------------------------------------------------- | --------- | --- |
| Superhelden kunnen een klimhaak gebruiken om snel tegen een gebouw op te klimmen. | Plausible | Adam gebruikte eerst een normale haak en touw, terwijl Jamie een speciaal kanon had dat de haak kon afvuren. Adam slaagde er na een paar keer in de haak over een muur te gooien. Jamie slaagde in een keer in zijn opdracht. Het echte beklimmen van de muur was te moeilijk en tijdrovend. Daarom probeerden Adam en Jamie beide de bekende grijphaakgadgets uit films na te maken. Adam maakte een machine die de haak kon afvuren, en Jamie een apparaat om het touw op te rollen en zo iemand omhoog te trekken. Jamies machine werkte het beste. |

### Ring Punch
| Mythe | Status | Notities |
| --- | ------ | --- |
| Een superheld kan een persoon zo hard slaan dat litteken in de vorm van zijn ring achterblijft bij die persoon (gebaseerd op de strips van The Phantom). | Busted | Het juniorteam mat de inslag van een dreun die een professionele vechter kan uitdelen. Grant maakte een robot die dit kon nabootsen. Voor de test gebruikte het team een menselijke schedel en strakgespannen varkenshuid. De dreun van de robot kon geen litteken aanbrengen op de schedel. Het team concludeerde dat een klap die wel hard genoeg was om een litteken achter te laten, waarschijnlijk iemand fataal zou worden. |

### Phone Booth Quick Change
| Mythe                                                                               | Status    | Notities |
| ----------------------------------------------------------------------------------- | --------- | --- |
| Een superheld kan zich in een telefooncel snel omkleden (in de trant van Superman). | Confirmed | Het juniorteam probeerde zo snel mogelijk van normale kleding om te kleden naar een superheldkostuum. Kari deed dit het snelst, met slechts 33 seconden. |

### Vehicle Grappling Hook
| Mythe                                                                                              | Status                  | Notities |
| -------------------------------------------------------------------------------------------------- | ----------------------- | --- |
| Een auto kan een grijphaak afvuren en die gebruiken om bij hoge snelheid scherpe bochten te maken. | Mogelijk in de toekomst | Het juniorteam bouwde een voertuig om dat voor een oude Knight Rider mythe was gebruikt. Deze auto, de Mythmobile, bevatte een kanon dat een grijphaak kon afvuren. Hoewel de haak goed werd afgevuurd, brak de kabel altijd. Hoewel sommige aspecten van de mythe wel mogelijk zijn, is er momenteel geen kabel of touw in omloop dat sterk genoeg is. |

## Aflevering 87 - Myth Evolution!
Deze aflevering was een speciale versie van de Myth’s revisited afleveringen. Ook in deze aflevering keken de MythBusters terug naar een aantal oude mythes die ze eerder hadden behandeld. Maar in plaats van deze oude mythes wederom te testen, onderzochten ze een aantal andere aspecten gerelateerd aan deze mythes.

### Swatting a Bullet
| Mythe                                                                                  | Status | Notities |
| -------------------------------------------------------------------------------------- | ------ | --- |
| Een moderne ninja kan een kogel uit de lucht slaan. (gerelateerd aan Walking on Water) | Busted | De junior MythBusters probeerden eerst een test op schaal met paintballkogels die op Tory werden afgevuurd. Tory was snel genoeg om de Paintballs weg te slaan. Daarna deden ze een test met een kunstmatige hand en echte kogels. De conclusie was al snel dat een mens niet snel genoeg kan reageren om kogels uit de lucht te slaan. |

### Thumbs over the Airbag
| Mythe | Status | Notities |
| --- | ------ | --- |
| Een chauffeur die het autostuur vasthoudt op de 10-2 positie riskeert dat zijn duimen worden geamputeerd indien de airbag zichzelf opblaast. | Busted | Het Juniorteam regelde een paar sturen met nog werkende airbags erin voor hun test. Met ballistische gel werden handen gemaakt die in de 10-2 positie werden geplaatst. Toen de Airbag afging, werden de armen van het stuur geduwd maar de duimen bleven ongedeerd. De MythBusters probeerden ook een andere positie waarbij de duimen boven op de airbag werden geplaatst. In deze positie braken de duimen wel af, maar daar de mythe om de 10-2 positie draaide werd de mythe alsnog “busted” verklaard. |

### Exploding RFID Tags
| Mythe                                   | Status | Notities |
| --------------------------------------- | ------ | --- |
| Een RFID tag zal ontploffen in een MRI. | Busted | Het juniorteam plaatste een RFID onder een stuk varkensvlees en legde deze in een MRI, maar er gebeurde niets. Kari liet toen een RFID in haar arm plaatsen en ging zelf de MRI in, en ook zij bleef ongedeerd. |

### Breathing Through A Tire
| Mythe | Status | Notities |
| --- | ------ | --- |
| Een persoon kan langere tijd onder water blijven door de lucht uit een autoband te zuigen (zoals James Bond deed in de film A View to a Kill). | Busted | Wederom testte Adam de mythe uit. Toen de auto waar hij in zat was gezonken, verliet Adam de auto. Hij prikte een gat in de band, maar kon hier niet genoeg lucht uit ademen. Hij was gedwongen zijn poging op te geven en een noodtank met zuurstof te gebruiken. |

### Beating the Speed Camera
Fans klaagden dat de snelheidscamera’s uit de vorige test op 5 voet afstand stonden in plaats van 10 voet, wat inhield dat ze een betere foto konden maken van de nummerplaat van een auto. Ditmaal plaatsten de MythBusters de camera wel op 10 voet afstand.
Een snelheidscamera kan de nummerplaat van een auto niet filmen indien...
| Mythe                                                  | Status    | Notities |
| ------------------------------------------------------ | --------- | --- |
| ...er een vergrote bekleding op de nummerplaat zit.    | Re-Busted | Had geen effect. |
| ...er een reflectieve bekleding op de nummerplaat zit. | Re-Busted | Had ook geen effect. |
| ...er commerciële spray op de nummerplaat zit.         | Re-Busted | Had ook geen effect. |
| ...de auto heel snel rijdt.                            | Re-Busted | De MythBusters gebruikten een racewagen die dankzij een speciale motor een snelheid van 300 mijl per uur kon halen. In de eerste test ging de wagen zo snel dat de camera niet eens een foto nam. Bij de tweede test werd de camera wat aangepast, maar ook nu maakte de camera geen foto. De MythBusters concludeerden echter dat alleen speciale wagens deze snelheden konden bereiken, en dat een normale auto nooit snel genoeg kan gaan om de camera te ontlopen. |

### Snow Rescue
| Mythe                                                                | Status    | Notities |
| -------------------------------------------------------------------- | --------- | --- |
| Een getrainde hond kan een persoon die vastzit in een lawine redden. | Confirmed | Deze mythe was enkel te zien op de Discovery Channel website. Adam werd in een sneeuwgrot begraven met slechts 15 minuten lucht en een noodsignaal. Een getrainde hond kon hem binnen de gestelde tijd vinden. |

## Aflevering 88 - Trail Blazers

### Vapor Trail
| Mythe | Status | Notities |
| --- | ------ | --- |
| Indien een auto benzine lekt, en het benzinespoor dat hij achterlaat wordt aangestoken, kan de vlam de auto inhalen en de auto doen ontploffen. | Busted | Via testen met schaalmodellen ontdekten de MythBusters dat benzine met maximaal 3 mijl per uur brand. Een auto kan de vlam dus gemakkelijk voorblijven. Toen de MythBusters de vlam expres de auto in lieten halen, ontplofte de auto niet. |

### Gunpowder Keg
| Mythe | Status    | Notities |
| --- | --------- | --- |
| Het is mogelijk een spoor van brandend buskruit in te halen en te doven voordat dit spoor zijn doelwit bereikt. | Plausible | Bij een test op ware grootte werd een spoort van buskruit neergelegd en aangestoken. Adam kon de vlam inhalen en het vuur met zijn voet doven voordat het buskruit bij zijn doel was. Jamie probeerde het ook, maar Adam hinderde hem en hij faalde. |

### Shocking Defibrillator
Een Defibrillator kan iemand verbranden indien de elektriciteit in aanraking komt met…
| Mythe                 | Status    | Notities |
| --------------------- | --------- | --- |
| ...ondergoed          | Plausible | het ondergoed vatte vlam, maar daarvoor moesten de draden van de defibrillator er wel bovenop worden gedrukt; een situatie die in werkelijkheid niet voor zou komen. |
| ...een navelpiercing. | Plausible | Ook hier gold dat de draden erg dicht bij het doel moesten worden gehouden om het gewenste effect te bereiken.                                                       |

## Aflevering 89 - Exploding Water Heater

### Exploding Water Heater
| Mythe                                                                          | Status    | Notities |
| ------------------------------------------------------------------------------ | --------- | --- |
| Een boiler kan ontploffen als een raket, en door het dak van een huis vliegen. | Confirmed | Bij een test op schaal gebruikten de MythBusters een kleine waterkoker en schakelden alle veiligheidssystemen uit. Deze koker ontplofte, maar niet met het gewenste resultaat. Bij een test op groot formaat ontplofte de waterkoker wel, en schoot enkele meters te lucht in. Bij de laatste test brak de ontploffende waterkoker door een dak heen dat was gebouwd volgens de wettelijke voorschriften voor daken. |

### Blue Jean Myths
Het juniorteam testte twee mythes over denim spijkerbroeken.
| Mythe | Status | Notities |
| --- | ------ | --- |
| Indien een persoon door een paard wordt voortgesleept, kan door de wrijving de broek van die persoon ontbranden.  | Busted | Tory testte de mythe zelf door zich met een denim spijkerbroek aan mee te laten sleuren door een paard. De broek vatte geen vlam, maar werd wel erg heet. Het bouwteam deed ook een tweede test in een lab waar ze de meest extreme omstandigheden testten, maar de broek werd eerder vernield dan dat hij in brand vloog.                                                 |
| Indien je een broek zes uur lang aanhoud in een heet bad, zal hij dusdanig krimpen dat je sterft aan de gevolgen. | Busted | De theorie is dat de broek bij het krimpen de bloedtoevoer naar de benen afknelt. Het team gebruikte benen van ballistische gel waar kunstmatige bloedvaten in waren aangebracht voor de test. Na zes uur in het bad waren er geen veranderingen in de bloedstroom. Gerustgesteld door deze resultaten testte Grant de mythe zelf uit, maar ook bij hem gebeurde er niets. |

## Aflevering 91 - Shooting Fish in a Barrel

### Shooting Fish in a Barrel
| Mythe | Status    | Notities |
| --- | --------- | --- |
| Een persoon kan gemakkelijk een vis in een ton raken (gebaseerd op het Amerikaanse spreekwoord "zo gemakkelijk als het raken van een vis in een ton"). | Confirmed | De MythBusters gebruikten een dode vis die met een motortje werd voortbewogen. De vis werd in een ton gevuld met water geplaatst, waarna Adam en Jamie het vuur openden. De eerste poging mislukte, daarom verfde Adam de binnenkant van de ton wit en plaatste er een raam op voor beter zicht. Ditmaal lukte het wel. Bij een extra test gebruikten de MythBusters een jachtgeweer met hagelpatronen op een school van 30 vissen. |
| De schokgolf van een kogel die het water raakt kan een vis doden.                                                                                      | Confirmed | De MythBusters berekenden hoeveel kracht er nodig is om een vis te doden. Hun instrument dat de PSI moest meten was niet snel genoeg om de inslag van een kogel te meten, dus gebruikten de MythBusters stickers die de G-kracht meten. Hiermee werd aangetoond dat de mythe klopt. |

### Hot Chili Cures
Indien je te veel hete pepers hebt gegeten, kan je je mond snel koelen met…
| Mythe         | Status    | Notities |
| ------------- | --------- | --- |
| ...melk.      | Confirmed | de melk diende als controle, omdat reeds bewezen was dat melk helpt. Grant en Tory gebruikten de melk als basis om de andere methodes mee te meten.                         |
| ...water.     | Busted    | Water had lang niet zo’n goed effect als melk. Zodra het water was doorgeslikt, kwam de brandende smaak direct terug.                                                       |
| ...bier.      | Busted    | Het bier hielp wel een beetje, maar niet genoeg. |
| ...tequila.   | Busted    | De tequila maakte de brandende smaak eerst erger, maar toen de alcohol zijn werk begon te doen nam de pijn af. Maar echt effectief was het niet.                            |
| ...tandpasta. | Busted    | had totaal geen effect. |
| ...vaseline.  | Busted    | niet alleen bleef de brandende smaak, Grant en Tory vonden de vaseline ook niet echt smakelijk om in hun mond te stoppen.                                                   |
| ...wasabi.    | Busted    | Grant reageerde wild op de wasabi, met de mededeling dat het de brandende pijn juist erger maakte. Tory vond dat de wasabi wel hielp, maar lang niet zo effectief als melk. |

### Elephants Scared of Mice
| Mythe                            | Status    | Notities |
| -------------------------------- | --------- | --- |
| Olifanten zijn bang voor muizen. | Plausible | De Mythbusters gingen naar een natuurpark in Afrika om wilde olifanten te gebruiken voor hun test. Ze verstopten een muis in een uitgeholde bal olifantenpoep, die via een touwtje kon worden opgetild om de muis te tonen. Bij iedere test stopte de olifant die de muis zag meteen, en veranderde snel van richting. Daarna deden de Mythbusters een paar testen met de drol zonder muis erin om te kijken of het bewegen van de drol wellicht datgene was wat de olifanten afschrikte. Ditmaal reageerden de olifanten totaal niet en liepen gewoon door. Hoewel de olifanten niet in paniek wegvluchtten, probeerden ze de muis wel zo veel mogelijk te ontlopen. Dit maakte dat de mythe de status van “plausible” kreeg. |

## Aflevering 93 - Confederate Steam Gun

### Steam Powered Machine Gun
| Mythe | Status | Notities |
| --- | ------ | --- |
| De Geconfedereerden bouwden tijdens de Amerikaanse Burgeroorlog een werkend machinegeweer aangedreven door stoom. | Busted | De Mythbusters probeerden eerst of stoom een machinegeweer kan aandrijven. Een expert op het gebied van de burgeroorlog veklaarde dat dit mogelijk was. Hij toonde zelfs blauwdrukken van het mythische wapen. De MythBusters waren echter niet in staat de effectiviteit van het wapen na te bootsen. Toch bouwden ze een grote versie van het wapen met behulp van de blauwdrukken, en onderwierpen dit aan een test. Maar bij deze testen bleek het wapen alleen effectief te zijn indien het van zeer dicht bij het doelwit werd afgevuurd. Het team concludeerde dat het principe van een stoomgeweer mogelijk is, maar dat het te onpraktisch is voor gebruik in een oorlog. |

### Beating the Lie Detector
| Mythe                                                                                     | Status    | Notities |
| ----------------------------------------------------------------------------------------- | --------- | --- |
| Via mentale of fysieke handelingen kan je een leugendetector van een polygraaf misleiden. | Plausible | Om de test te doen slagen, stalen Tory en Grant geld uit een kluis. De onschuldige Kari diende als controle. Ook kreeg het duo een beloning (eerste klas stoelen bij de volgende MythBusters-reis) aangeboden indien het lukte om de leugendetector te misleiden, en een straf (alle auto’s van het team wassen) indien ze faalden. Tory probeerde met pijn de polygraaf te misleiden, en Grant focuste zich op respectievelijk nare en gelukkige gedachten. Beide faalden, maar het team concludeerde dat er mogelijk wel mensen zijn die de detector kunnen misleiden.                                                                                         |
| Je kan een leugendetector van een FMRI, die hersenactiviteit meet, misleiden.             | Plausible | Hiervoor reisde het juniorteam af naar de Medical University of South Carolina, waar men onderzoek doet naar deze techniek. Alle leden van het juniorteam moesten een ring of een horloge stelen, en vervolgens de test ondergaan. Ook nu werden er een beloning (1000 dollar) en een straf (met de bus terug naar San Francisco, een afstand van meer dan 4000 kilometer) aangeboden. Zowel Tory als Kari probeerden de test te misleiden door aan gelukkige en enge dingen te denken. Grant probeerde zijn hersens gedurende de hele test actief te houden. Tory en Kari faalden, maar Grant slaagde erin de FMRI te misleiden. Dit maakte de mythe Plausible. |

## Aflevering 94 - Air Plane Hour

### Talked Into Landing
| Mythe | Status    | Notities |
| --- | --------- | --- |
| Een ongetrainde burger kan middels instructies via de radio een vliegtuig veilig landen (gebaseerd op een bekend scenario uit vliegtuigfilms, waarin de piloten iets overkomt waardoor een van de passagiers de besturing moet overnemen) | Plausible | De mythe was een uitdaging, daar het team geen echt vliegtuig kon gebruiken voor de test. Daarom gebruikten ze een NASA-vluchtsimulator. Adam en Jamie probeerden eerst zelf het vliegtuig te laten landen zonder hulp, maar daar ze geen van beide vliegervaring hadden faalden ze. Daarna kregen ze instructies van een ervaren piloot. Met zijn hulp konden zowel Adam als Jamie het vliegtuig veilig aan de grond zetten. Hoewel de test succesvol was, kreeg het team te horen dat een dergelijke situatie nooit echt heeft plaatsgevonden. Daarbij zijn hedendaagse vliegtuigen veel geavanceerder, en hebben een automatische piloot die het vliegtuig bijna zelf kan landen. Daarom kreeg de mythe als eindoordeel "Plausible". |

### Point Break Trilogy
De MythBusters testen drie skydivingmythes gebaseerd op een scène uit de film Point Break uit 1991.
| Mythe | Status    | Notities |
| --- | --------- | --- |
| Een mens kan meer dan 90 seconden een vrije val maken indien deze op 4000 voet hoogte begint.                                                                                       | Busted    | Het team gooide een pop uit een vliegtuig op 4000 voet hoogte. Binnen 31 seconden was de pop beneden. Dit maakte de 90 seconden durende val uit de film onmogelijk. |
| Twee mensen kunnen tijdens een vrije val met elkaar een gesprek voeren. | Busted    | Om deze mythe te testen, sprong Grant uit een vliegtuig met een instructeur. De instructeur schreeuwde een paar keer een zin naar Grant, maar die verstond hem totaal niet. |
| Door zijn lichaam te stroomlijnen kan een mens een andere persoon, die 15 seconden eerder is gesprongen van 15000 voet hoogte en nu met volle snelheid naar de aarde valt, inhalen. | Confirmed | Het team deed meerdere testen op schaal met windtunnels, en ontdekte dat voorwerpen met gelijke massa maar minder oppervlakte een grotere terminale snelheid hadden. Bij de grote test sprong Tory uit een vliegtuig en nam de skydivingpositie aan. Nick, een professionele skydiver, sprong 15 seconden later achter Tori aan, en nam hierbij een meer gestroomlijnde houding aan. 20 seconden later had hij Tori ingehaald. |